# Vordersteimel

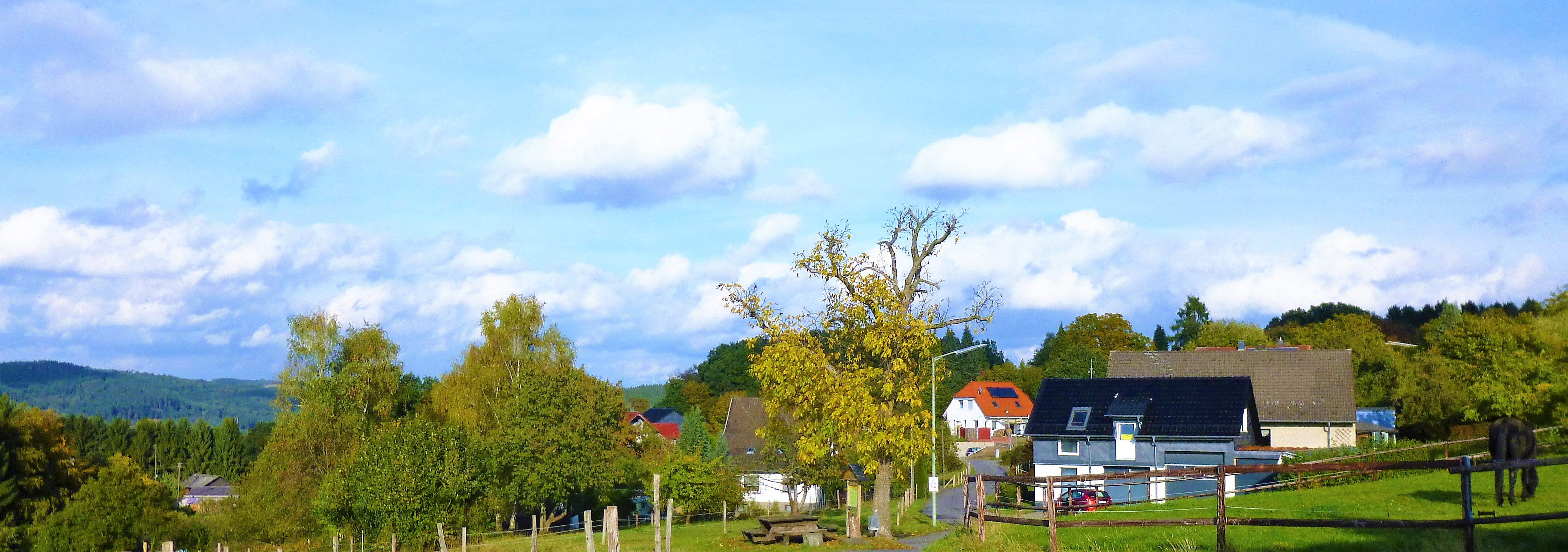
Vordersteimel im Herbst 2016

Vordersteimel war früher eigenständiger Ortsteil der Gemeinde Engelskirchen im Oberbergischen Kreis in Nordrhein-Westfalen in Deutschland und gehört heute zum Ortsteil Loope. 

## Lage und Beschreibung
Der Ort liegt rund 5,8 km von Engelskirchen entfernt. 

## Geschichte

### Erstnennung
Um 1280 wurde der Ort das erste Mal urkundlich erwähnt und zwar "Sibelo et Christina de Steinbulen sind genannt im Verzeichnis der Einkünfte der Abtei Siegburg."